# Sandpoint Junction Connector Rail Bridge
Die Sandpoint Junction Connector Rail Bridge ist eine Eisenbahnbrücke der BNSF Railway im US-Bundesstaat Idaho. Sie überquert bei der Ortschaft Sandpoint den Lake Pend Oreille.

## Geschichte
Die erste Eisenbahnbrücke über den Lake Pend Oreille zwischen Sandpoint und Sagle wurde 1882 errichtet.
Die eingleisige Brücke wurde 1904 als Ersatz errichtet.
Aufgrund der wachsenden Verkehrsbedürfnisse und der eingleisigen Brücke als Flaschenhals der mehreren in Sandpoint zusammenlaufenden Eisenbahnstrecken begann die BNSF Railway 2019 mit dem Bau eines parallel verlaufenden zweiten Brückenbauwerks mit einem weiteren Gleis und mit einem Abstand von rund 15 Metern zum ersten Brückenbauwerk. Dieses wurde Ende 2022 fertiggestellt und im November 2022 dem Verkehr übergeben. Nach den anschließenden Sperrung der älteren Brücke für Instandhaltungsarbeiten wurde am 6. August 2023 der zweigleisige Betrieb über den Lake Pend Oreille aufgenommen.